# Sénat Scholz I
Pour les articles homonymes, voir Gouvernement Scholz.
Ville libre et hanséatique de Hambourg
Ahlhaus Scholz II
Le sénat Scholz I (en allemand : Senat Scholz I) est le gouvernement régional de la ville libre et hanséatique de Hambourg entre le 23 mars 2011 et le 15 avril 2015, durant la vingtième législature du Bürgerschaft.

## Coalition et historique
Dirigé par le nouveau premier bourgmestre social-démocrate Olaf Scholz, ancien ministre fédéral du Travail, ce gouvernement est constitué et soutenu par le Parti social-démocrate d'Allemagne (SPD). À lui tout seul, il dispose de 62 députés sur 121, soit 51,2 % des sièges du Bürgerschaft.
Il est formé à la suite des élections législatives locales anticipées du 20 février 2011.
Il succède donc au sénat du chrétien-démocrate Christoph Ahlhaus, initialement constitué et soutenu par une « coalition noire-verte » entre l'Union chrétienne-démocrate d'Allemagne (CDU) et la Liste verte alternative (GAL). Toutefois, la majorité se rompt le 28 octobre 2010 et les trois sénateurs écologistes démissionnent. Désormais minoritaire, Ahlhaus est contraint de convoquer un renouvellement anticipé du Parlement local.
Au cours de ce scrutin, le SPD remporte 48,4 % des voix, son meilleur résultat depuis 1982. Pour la première fois depuis l'élection de 1991, il s'adjuge même la majorité absolue des sièges parlementaires. À l'inverse, la CDU s'effondre et passe pour la première fois sous la barre des 25 % des voix.
Le 7 mars 2015, le Bürgerschaft élit Olaf Scholz premier bourgmestre de Hambourg, mettant ainsi fin à quatorze ans d'opposition sociale-démocrate. Environ deux semaines plus tard, le 23 mars, il présente son équipe aux députés et obtient leur investiture.
Au cours des élections législatives locales du 15 février 2015, le SPD recule légèrement et perd sa majorité absolue. Avec 58 parlementaires, il reste cependant la force dominante. Scholz entreprend alors de négocier la formation d'une « coalition rouge-verte » avec l'Alliance 90 / Les Verts (die Grünen).
Ces négociations se concluent au bout de deux mois sur un succès. Il est investi par les députés pour un second mandat le 15 avril suivant et nomme aussitôt le Sénat Scholz II.

## Composition
| Portefeuille                                                                 | Titulaire | Titulaire               | Parti |
| ---------------------------------------------------------------------------- | --------- | ----------------------- | ----- |
| Premier bourgmestre                                                          |           | Olaf Scholz             | SPD   |
| Deuxième bourgmestre Sénateur pour la Science et la Recherche                |           | Dorothee Stapelfeldt    | SPD   |
| Sénateur pour la Justice et l'Égalité                                        |           | Jana Schiedek           | SPD   |
| Sénateur pour l'Éducation et la Formation professionnelle                    |           | Ties Rabe               | SPD   |
| Sénateur pour la Culture                                                     |           | Barbara Kisseler        | Aucun |
| Sénateur pour le Travail, les Affaires sociales, la Famille et l'Intégration |           | Detlef Scheele          | SPD   |
| Sénateur pour la Santé et la Protection des consommateurs                    |           | Cornelia Prüfer-Storcks | SPD   |
| Sénateur pour le Développement urbain et l'Environnement                     |           | Jutta Blankau           | SPD   |
| Sénateur pour l'Économie, les Transports et l'Innovation                     |           | Frank Horch             | Aucun |
| Sénateur pour l'Intérieur et les Sports                                      |           | Michael Neumann         | SPD   |
| Sénateur pour les Finances                                                   |           | Peter Tschentscher      | SPD   |